# Чеменли (Агдамский район)
Чеменли́ (азерб. Çəmənli) — село в Агдамском районе Азербайджана.

## Этимология
Прежнее название — Кара Чеменли. Название происходит от названия рода Чеменли тюркоязычных племён, проживавших на Мильской равнине и Карабахе. В 1918 переименовано в Чеменли.

## История
Село основано в середине XIX века.
В 1926 году согласно административно-территориальному делению Азербайджанской ССР село относилось к дайре Хиндристан Агдамского уезда.
После реформы административного деления и упразднения уездов в 1929 году был образован Чеменлинский сельсовет в Агдамском районе Азербайджанской ССР.
Согласно административному делению 1961 и 1977 года село Чеменли входило в Чеменлинский сельсовет Агдамского района Азербайджанской ССР.
В 1999 году в Азербайджане была проведена административная реформа и был учрежден Чеменлинский муниципалитет Агдамского района.

## География
Неподалёку от села протекает река Каркарчай. Село расположено на Дагатаинской равнине.
Село находится в 20 км от райцентра Агдам, в 21 км от временного райцентра Кузанлы и в 342 км от Баку. Ближайшая ж/д станция — Агдам.
Высота села над уровнем моря — 252 м.

## Население
| Численность населения | Численность населения | Численность населения | Численность населения |
| 1886                  | 1979                  | 1999                  | 2009                  |
| --------------------- | --------------------- | --------------------- | --------------------- |
| 713                   | ↗2100                 | ↗2207                 | ↗5625                 |

## Климат
В селе холодный семиаридный климат.

## Инфраструктура
В 2015 году для нужд хозяйства было вырыто 20 субартезианских колодцев в Агдамском районе, в том числе и в Чеменли.
В селе расположены почтовое отделение, мечеть и средняя школа.